# Annette Beutler
Annette Beutler (* 29. Juni 1976 in Heimenschwand) ist eine ehemalige Schweizer Radrennfahrerin.
2003 wurde Annette Beutler Schweizer Meisterin im Omnium auf der Bahn, bei der nationalen Meisterschaft im Einzelzeitfahren belegte sie Platz zwei. 2004 gewann sie zwei Etappen bei Rundfahrten, bei der Gracia Orlová und beim Giro d’Italia Femminile. Im Jahr darauf belegte sie jeweils Rang zwei in der Gesamtwertung der Redlands Bicycle Classics und bei der Tour du Grand Montréal, wo sie auch eine Etappe gewann. Zudem gewann sie eine Etappe beim Central Valley Classic, wurde Dritte der Tour de Toona und belegte bei der nationalen Meisterschaft im Einzelzeitfahren ebenfalls Platz drei.
2006 belegte Beutler beim Rad-Weltcup Rang drei und wurde Schweizer Meisterin im Strassenrennen. 2007 wurde sie Schweizer Vize-Meisterin im Strassenrennen. Am Ende dieser Saison beendete sie ihre Radsport-Laufbahn.